# Haagse derby
De Haagse derby was een voetbalwedstrijd tussen de clubs ADO en Holland Sport/SHS. Beide clubs komen uit de stad Den Haag. Na de promotie van Holland Sport in 1958 naar de Eredivisie kwamen de clubs elkaar regelmatig tegen in de competitie en in bekerverband. In 1971 besloten de clubs te gaan fuseren en verder te gaan onder de naam FC Den Haag

## Uitslagen
| Seizoen | Competitie         | Thuisploeg    | Wedstrijd | Uitploeg      | Doelpuntenmakers                         | Doelpuntenmakers                                              |
| Seizoen | Competitie         | Thuisploeg    | Wedstrijd | Uitploeg      | Thuisploeg                               | Uitploeg                                                      |
| ------- | ------------------ | ------------- | --------- | ------------- | ---------------------------------------- | ------------------------------------------------------------- |
| 1958/59 | Eredivisie         | ADO           | 3–2       | SHS           | Carol Schuurman (p), Lex Rijnvis (2x)    | Arie de Wit, Jan Huntink                                      |
| 1958/59 | Eredivisie         | SHS           | 2–2       | ADO           | Wim Zwarts (2x)                          | Henny den Engelse, Roel Timmer                                |
| 1960/61 | KNVB beker 1960/61 | ADO           | 3–2       | SHS           | Gerrie Hup, Mick Clavan, Lex Rijnvis     | Piet van Wouw, Terborg                                        |
| 1965/66 | KNVB beker 1965/66 | Holland Sport | 2–4       | ADO           | Ben Roode, Jaap van den Berg             | Piet van Miert, Piet de Zoete, Martin Woltman, Harrie Heijnen |
| 1967/68 | KNVB beker 1967/68 | ADO           | 3–1       | Holland Sport | Dick Advocaat, Kees Aarts, Henk Houwaart | Sjaak Roggeveen                                               |
| 1968/69 | Eredivisie         | Holland Sport | 1–3       | ADO           | Sjaak Roggeveen                          | Piet van Miert (2x), Kees Aarts                               |
| 1968/69 | Eredivisie         | ADO           | 2–1       | Holland Sport | Lex Schoenmaker, Harrie Heijnen          | Sjaak Roggeveen                                               |
| 1969/70 | Eredivisie         | ADO           | 1–1       | Holland Sport | Joop Korevaar                            | Joop van Maurik                                               |
| 1969/70 | Eredivisie         | Holland Sport | 4–2       | ADO           | Sjaak Roggeveen (3x), Jan Boskamp        | Piet van der Maas (e.d.), Lex Schoenmaker                     |
| 1970/71 | Eredivisie         | Holland Sport | 2–3       | ADO           | Joop van Maurik, Paul Roodnat            | Wietze Couperus (2x), Wim Looye                               |
| 1970/71 | Eredivisie         | ADO           | 0–0       | Holland Sport |                                          |                                                               |

## Statistieken

### Wedstrijdstatistieken
| Wedstrijdenstatistieken | Wedstrijdenstatistieken | Wedstrijdenstatistieken | Wedstrijdenstatistieken | Wedstrijdenstatistieken | Wedstrijdenstatistieken | Wedstrijdenstatistieken |
| Competitie              | Wedst.                  | ADO                     | Gelijk                  | SHS                     | DADO                    | DSHS                    |
| ----------------------- | ----------------------- | ----------------------- | ----------------------- | ----------------------- | ----------------------- | ----------------------- |
| Eredivisie              | 8                       | 4                       | 3                       | 1                       | 16                      | 13                      |
| KNVB Beker              | 3                       | 3                       | 0                       | 0                       | 10                      | 5                       |
| TOTAAL                  | 11                      | 7                       | 3                       | 1                       | 26                      | 18                      |